# Ніколаос Платон
Ніколаос Плато́н, Ніколас Платон (грец. Νικόλαος Πλάτων, 8 січня 1909 р., о. Кефалінія — 28 березня 1992 р., м. Афіни) — грецький археолог.

## Біографія
Випускник Афінського університету. 1961 року відкрив мінойський палац у Закросі, останній серед відкритих на острові палаців.
Ніколаос Платон запропонував одну з двох існуючих нині систем хронології, застосовуваних археологами для опису історії мінойської цивілізації. Його хронологія базується на даних вивчення великих архітектурних комплексів (палаців) Криту: у Кноссі, Фесті, Маллії і Като-Закросі. Згідно з Платоном, історія мінойської цивілізації ділиться на періоди:
- Допалацовий період — 2600—2000 роки до н. е.
- Ранньопалацовий період — 2000—1700 роки до н. е.
- Новопалацовий період — 1700—1400 роки до н. е.
- Післяпалацовий період — 1400—1100 роки до н. е.

На даний час хронологічна прив'язка палацових періодів переглянута в бік устародавнення, однак сама періодизація продовжує застосовуватися істориками. Використовується й інша система, запропонована відкривачем мінойської цивілізації Артуром Евансом на початку 20 століття, в її основі лежить датування за типами кераміки.
Був нагороджений орденом Фенікса.